# Семілей
Семіле́й (рос. Семилей, ерз. Симилей веле) — село у складі Кочкуровського району Мордовії, Росія. Входить до складу Семілейського сільського поселення.

## Населення
Населення — 721 особа (2010; 759 у 2002).
Національний склад (станом на 2002 рік):
- ерзяни — 86 %